# Nepalesische Badmintonmeisterschaft 1953
Die Nepalesische Badmintonmeisterschaft 1953 fand in Kathmandu statt. Es war die zweite Auflage der nationalen Titelkämpfe von Nepal im Badminton.

## Titelträger
| Disziplin    | Sieger                  |
| ------------ | ----------------------- |
| Herreneinzel | N. B. Basnyat           |
| Dameneinzel  | Rita Basnyat            |
| Herrendoppel | N. B. Basnyat S. S. Jbr |
| Damendoppel  | nicht ausgetragen       |
| Mixed        | Baksi                   |